# لحظات شکلاتی ما
لحظات شکلاتی ما (انگلیسی: Our Chocolate Moments؛‏ کره‌ای: 우리들의 초콜릿 순간) یک مجموعه تلویزیونی دو قسمتی محصول کره جنوبی در سال ۲۰۲۵ به نویسندگی جو هی سوک، به کارگردانی جونگ جی یونگ و با بازی سو جو یون، چوی وون یونگ، گونگ سونگ ها و سونگ جی هو است. قسمت اول در ۱۱ فوریه ساعت ۲۳:۲۰ (کی‌اس‌تی) و قسمت دوم در ۱۲ فوریه ساعت ۲۳:۰۰ (کی‌اس‌تی) از اس‌بی‌اس پخش شد.

## خلاصه داستان
این مجموعه دربارهٔ سه نفر به نام‌های جو سول گی، کیم هیون نام و جون سون ته است که در یک شرکت شکلات‌سازی کار می‌کنند و همراه با آقای هونگ، صاحب یک ساعت‌فروشی، برای روز ولنتاین شکلات درست می‌کنند.

## بازیگران
- سو جو یون در نقش جو سول گی[۷]
- چوی وون یونگ در نقش هونگ سا جانگ[۸]
- گونگ سونگ ها در نقش کیم هیون نام[۹]
- سونگ جی هو در نقش جون سون ته[۱۰]

## آمار بینندگان
| قسمت                                                                            | تاریخ پخش اصلی | میانگین سهم مخاطب (نیلسن کره) |
| ------------------------------------------------------------------------------- | -------------- | ----------------------------- |
| ۱                                                                               | ۱۱ فوریه ۲۰۲۵  | 1.0% (46th)                   |
| ۲                                                                               | ۱۲ فوریه ۲۰۲۵  | 0.8% (51st)                   |
| میانگین                                                                         | میانگین        | 0.9%                          |
| - در جدول بالا، اعداد آبی کمترین رتبه و اعداد قرمز بیشترین رتبه را نشان می‌دهند. |                |                               |